# Усадьба П. А. Котельникова
Усадьба П. А. Котельникова — комплекс исторических зданий в Москве, построенный в XVII—XIX векаx. Объект культурного наследия федерального значения. Расположена на Кожевнической улице, дом 11/13, строения 1, 2.

## История
Более старый дом из двух домов усадьбы, выходящих на красную линию улицы — строение 1, в его основе палаты XVII века. Строение 2 построено в начале XIX века и первоначально было одноэтажным. Между 1822 и 1832 гг. тогдашний владелец усадьбы, путивльский купец П. А. Котельников, перестроил оба дома и надстроил второй дом вторым этажом. Позднее домами владел его сын, С. П. Котельников. В начале XX века владение сдавалось под размещение Серпуховского приюта для 100 приходящих детей (основан Императорским человеколюбивым обществом в 1847 году).

## Архитектура
Оба дома одинаково оформлены в стиле ампир. Их соединяет каменная ограда с воротами. При одинаковой обработке фасадов дома имеют различный уровень поэтажных членений. Для нового оформления фасада строения 1 были созданы ложные оконные проёмы, противоречащие старинной планировке, что особенно заметно в цокольном этаже.